# Staatsmeisterschaft von Pará (Frauenfußball)
Die Staatsmeisterschaft von Pará für Frauenfußball (portugiesisch Campeonato Paraense de Futebol Feminino) ist die mit Unterbrechungen seit 1983 von der Federação Paraense de Futebol (FPF) ausgetragene Vereinsmeisterschaft im Frauenfußball des Bundesstaates Pará in Brasilien.

## Geschichte
Die ältesten Zeugnisse zur Praktizierung des Fußballsports durch Frauen im Amazonasstaat Pará reichen bis in die zwanziger Jahre des 20. Jahrhunderts zurück. Aber erst nach der Aufhebung des gesetzlichen Verbots zur vereinsmäßigen Organisation dieses Sports im Jahr 1979 konnten Wettbewerbe für Frauen ausgerichtet werden. Als einer der ersten Staaten Brasilien richtete der Landesverband von Pará 1983 eine Staatsmeisterschaft aus an der zwölf Vereine mit Frauenteams antraten, darunter die Traditionsclubs aus der Landeshauptstadt Belém Paysandu SC, Clube do Remo und Tuna Luso. Die Meisterschaft wurde in einem Finalspiel am 17. Dezember 1983 durch den 1:0-Sieg Remos über seinen Erzrivalen Paysandu entschieden. Die Meisterschaft von 1983 sollte für mehr als einem Jahrzehnt auch die letzte bleiben. Erst seit 1999 wird der Wettkampf, mit einer zweijährigen Unterbrechung, regelmäßig durchgeführt. 
Das Spielniveau des Frauenfußballs in Pará bewegt sich im nationalen Vergleich im Amateurbereich und findet auch weitgehend außerhalb der öffentlichen Beachtung statt. In der Spielzeit 2016 haben sieben Clubs an der Staatsmeisterschaft teilgenommen, 2017 waren es neun. Unter ihnen zu bemerken ist der eher unterklassige Pinheirense EC, der 2009 in den Frauenfußball mit Ambitionen zur Etablierung in der nationalen Spitze eingestiegen ist. 
Über die Staatsmeisterschaft wird seit 2007 die Qualifikation für die Copa do Brasil Feminino entschieden und seit 2017 für die brasilianischen Meisterschaft der Frauen entschieden, zuerst für deren zweite Liga (Série A2) und seit 2021 für die dritte Liga (Série A3).

## Meisterschaftshistorie

### Ehrentafel der Gewinner
| 0 | 6 Titel | Independente AC (Tucuruí) AA ESMAC (Ananindeua) |
| 0 | 4 Titel | Clube do Remo (Belém) Tuna Luso (Belém)         |
| 0 | 3 Titel | Pinheirense EC (Belém)                          |
| 0 | 1 Titel | Sacramenta EC (Belém)                           |

### Chronologie der Meister
| Saison                                          | Meister         | Vizemeister         | Torschützenkönigin         |       |
| ----------------------------------------------- | --------------- | ------------------- | -------------------------- | ----- |
| 1983                                            | Clube do Remo   | Paysandu SC         | ?                          |       |
| Kein Meisterschaftswettbewerb von 1984 bis 1998 |                 |                     |                            |       |
| 1999                                            | Independente AC | ?                   | ?                          |       |
| 2000                                            | Independente AC | ?                   | ?                          |       |
| 2001                                            | Independente AC | ?                   | ?                          |       |
| 2002                                            | Independente AC | ?                   | ?                          |       |
| 2003                                            | Independente AC | ?                   | ?                          |       |
| Kein Meisterschaftswettbewerb von 2004 bis 2006 |                 |                     |                            |       |
| 2007                                            | Independente AC | ?                   | ?                          |       |
| 2008                                            | Sacramenta EC   | Estrela/Barcarena   | ?                          |       |
| 2009                                            | Pinheirense EC  | Tuna Luso           | ?                          |       |
| 2010                                            | Pinheirense EC  | Clube do Remo       | ?                          |       |
| 2011                                            | Tuna Luso       | Pinheirense EC      | ?                          |       |
| 2012                                            | AA ESMAC        | Tuna Luso           | ?                          |       |
| 2013                                            | Tuna Luso       | AA ESMAC            | ?                          |       |
| 2014                                            | Tuna Luso       | AA ESMAC            | ?                          |       |
| 2015                                            | Pinheirense EC  | AA ESMAC            | ?                          |       |
| 2016                                            | AA ESMAC        | Paysandu SC         | ?                          |       |
| 2017                                            | AA ESMAC        | Pinheirense EC      | ?                          |       |
| 2018                                            | AA ESMAC        | Pinheirense EC      | ?                          |       |
| 2019                                            | AA ESMAC        | Clube do Remo       | ?                          |       |
| 2020                                            | AA ESMAC        | Paysandu SC         | Cássia (AA ESMAC; 10)      |       |
| 2021                                            | Clube do Remo   | Gavião Kyikatejê FC | ?                          | [ 1 ] |
| 2022                                            | Clube do Remo   | Paysandu SC         | ?                          |       |
| 2023                                            | Clube do Remo   | Paysandu SC         | Lora Soure (Clube do Remo) | [ 2 ] |
| 2024                                            | Tuna Luso       | Paysandu SC         | ?                          | [ 3 ] |